# Клинг, Александр Петрович
Александр Петрович Клинг (1875 — ?) — заведующий магазином, депутат Государственной думы Российской империи II созыва от Самарской губернии.

## Биография
Немец по национальности, евангелический лютеранин по вероисповеданию. Родился в семье выходцев  из села Гайтц [Haitz] округа Гельнхаузен [Gelnhausen] близ Франкфурта-на-Майне, выехавшей в 1764 году в Российскую империю. Его отец — Иоганн Петер Клинг (1853—?). Известный народоволец Г. П. Клинг приходился ему двоюродным дядей. В 1845 году из колонии Таловка, или Бейдек, семейство Клингов переехало в Заволжские степи, где позднее была основана колония Гоффенталь Новоузенского уезда Самарской губернии. Образование получил в средне-учебном заведении. В слободе Покровской заведовал магазином швейных машин фирмы «Зингер». Занимался земледелием. В момент выборов в Думу оставался беспартийным.
7 февраля 1907 года избран в Государственную думу II созыва от общего состава выборщиков Самарского губернского избирательного собрания. Вошёл в состав Конституционно-демократической фракции.  В думских  комиссиях не состоял. 
Детали дальнейшей судьбы и дата смерти неизвестны.

### Архивы
- Российский государственный исторический архив. Фонд 1278. Опись 1 (2-й созыв). Дело 198; Дело 584. Лист 29 оборот.